# Pierre Larousse
Pierre Athanase Larousse (Toucy, 23 de octubre de 1817-París, 3 de enero de 1875) fue un gramático, pedagogo y lexicógrafo francés.

## Biografía
A la edad de dieciséis años ganó una beca en la escuela de enseñanza de Versalles. Cuatro años más tarde, Pierre regresó a Toucy para enseñar en una escuela primaria, pero este oficio le frustró debido en parte a los métodos de enseñanza que encontraba arcaicos y demasiado rígidos. En 1840 se trasladó a París para mejorar su propia educación tomando cursos libres. Durante el periodo de tiempo que va desde 1848 hasta 1851, enseñó en un colegio de internos privado, donde pudo encontrar a la que sería su futura esposa, Suzanne Caubel (aunque no se casarían hasta 1872). Ambos colaboraron de tal forma que en 1849 publicaron un curso de idioma francés para niños.
En 1851 se encontró con Augustin Boyer, otro exprofesor desilusionado, y juntos fundaron la Librairie Larousse et Boyer (Librería Larousse y Boyer). Publicaron libros de textos progresivos para los niños, y manuales de instrucción para los profesores, haciendo énfasis siempre en desarrollar la creatividad y la independencia de los alumnos. En 1856 publicaron el Nuevo Diccionario de la Lengua Francesa, el precursor del Petit Larousse. Sin embargo, Larousse comenzaba ya a planear su siguiente proyecto, mucho más ambicioso. El 27 de diciembre de 1863 apareció el primer volumen del gran diccionario enciclopédico, Enciclopedia Larousse. La obra fue elogiada por Victor Hugo y pronto se convirtió en una obra clásica. Todavía se tiene gran respeto a su formato moderno, en revisión. En 1869, Larousse dio por terminada su sociedad con Boyer y pasó el resto de su vida trabajando en el gran diccionario. La enciclopedia fue acabada por su sobrino Julio Hollier de Larousse en 1876, tras la muerte de Larousse a causa de un derrame cerebral debido al agotamiento de intentar publicar dentro de los plazos.

## Obra
- Grand Dictionnaire universel du XIXe siècle (1864-76, 15 volúmenes; Suplementos de 1878 y 1887), obra que llegó a estar en el Índice de libros prohibidos por la Iglesia católica. Evolucionó posteriormente a la Enciclopedia Larousse que distribuye la Editorial Larousse.

### Otras obras
- Traité complet d'analyse grammaticale, 1850,
- Jardin des racines grecques, 1858,
- Jardin des racines latines, 1860,
- Flore latine des dames et des gens du monde, ou clef des citations latines que l'on rencontre fréquemment dans les ouvrages des écrivains français, con un prefacio de M. Jules Janin, Larousse y Boyer, 1861,
- Fleurs historiques des dames et des gens du monde, clef des allusions aux faits et aux mots célèbres que l'on rencontre fréquemment dans les ouvrages des écrivains français, Administration du Grand Dictionnaire, 1862,
- Nouveau dictionnaire, illustré
- Dictionnaire complet, illustré
- L'École normale,
- Méthode lexicologique de lecture,
- Petite encyclopédie du jeune âge,
- Petite grammaire lexicologique du premier âge,
- La Lexicologie des écoles, curso completo de lengua francesa y de estilo dividido en tres cursos:
  - Première année : Grammaire élémentaire lexicologique,
  - Deuxième année : Grammaire complète, syntaxique et littéraire,
  - Troisième année : Grammaire supérieure,
- Exercices d'orthographe et de syntaxe,
- Le Livre des permutations,
- Dictées sur l'Histoire de France,
- Traité complet d'analyse et de synthèse logiques,
- ABC du style et de la composition,
- Miettes lexicologiques,
- Cours lexicologique de style,
- Art d'écrire,
- Nouveau Traité de versification française,
- Grammaire littéraire,
- Petite Flore latine,
- La Femme sous tous ses aspects,
- Monographie du chien,
- Les Jeudis de l'institutrice, con A. Deberle,
- Trésor poétique, con Boyer,
- Dictionnaire des Opéras, 1881, con Félix Clément.